# Ketwurst

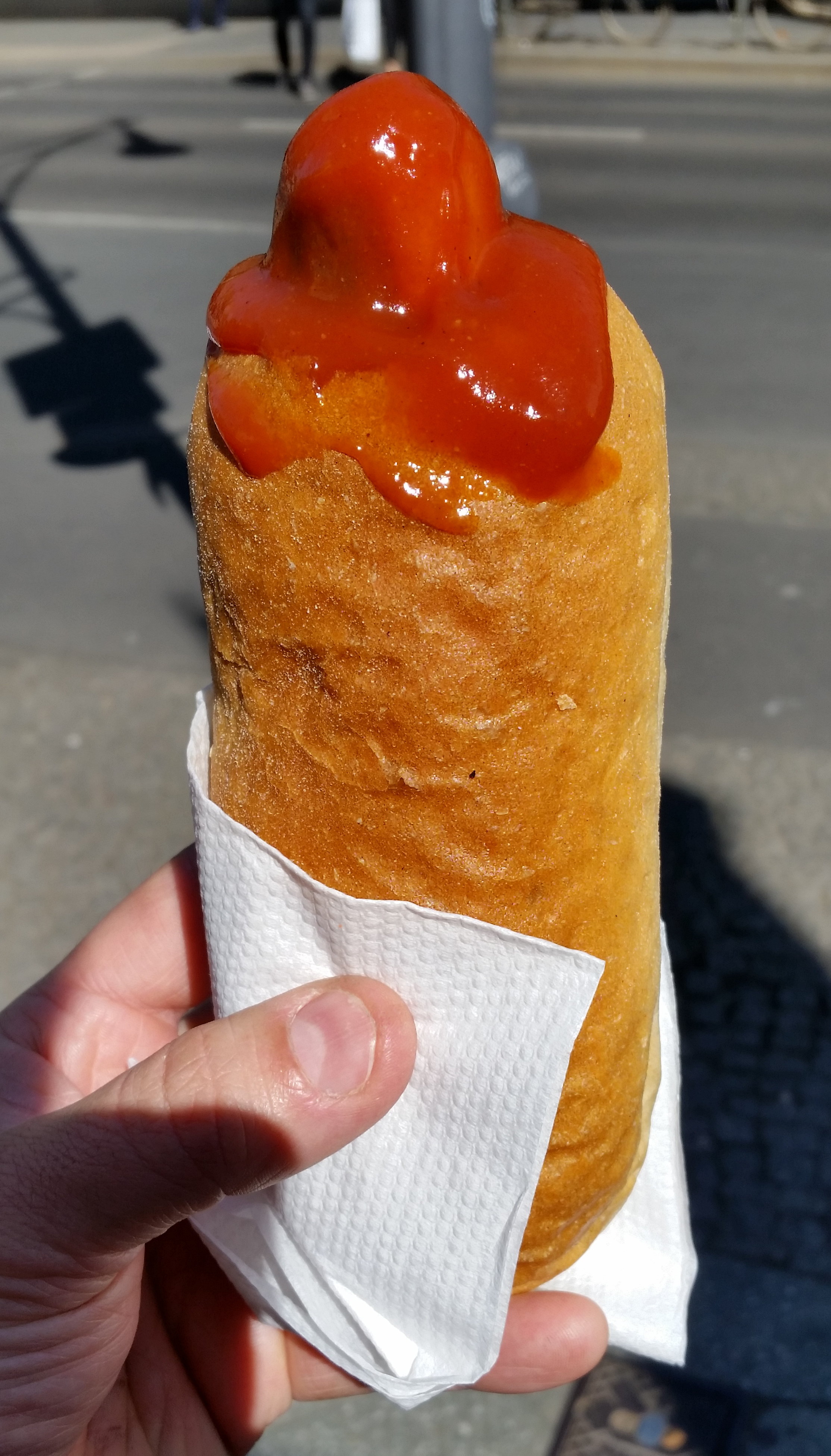
Ketwurst

Die Ketwurst ist ein in der Küche der DDR entstandenes Imbissgericht.
Zur Zubereitung wird eine darmlose Bockwurst (aus einem Kunststoffsaitling) im Backofen erhitzt. Ein spezielles, längliches und weiches Brötchen, fachlich auch als „Ketling“ bezeichnet, wird auf einen heißen Metallzylinder gespießt, um einen Hohlraum zu schaffen und das Brötchen zu erwärmen. Dann wird die Wurst in eine Ketchupsauce getunkt und in das Brötchen gesteckt; alternativ kann die Sauce auch in den Hohlraum gefüllt und die Wurst anschließend hineingesteckt werden. 
Erfunden wurde die Ketwurst – wie die Grilletta – von Mitarbeitern des Rationalisierungs- und Forschungszentrums Gaststätten in Berlin 1977 oder 1978. Mit ihrer Hilfe sollten die Besuchermengen am Alexanderplatz besser versorgt werden. Angeboten wurde sie zum ersten Mal 1979. Auf der 3. Messe der Meister von Morgen erhielten ihre Erfinder eine „Anerkennung für ausgezeichnete Leistungen […] für das Exponat Versorgungslösung Ket-Wurst“. Die Brötchen (Ketling) wurden für Ost-Berlin von Gastronomie und dem Kombinat Bako-Berlin gemeinsam entwickelt. Am Schnellimbiss „Alextreff“ auf dem Alexanderplatz wurde die Ketwurst für 1,50 Mark verkauft.
Die Bezeichnung Ketwurst ist eine Wortbildung aus Ketchup und Wurst. Die häufig anzutreffende, gelegentlich auch durch die Presse publizierte Schreibweise Kettwurst ist falsch, ebenso die diesbezügliche Erklärung, sie heiße so, weil die Würste in Ketten an die Imbissstände geliefert würden.
Ketwurst und Grilletta gelten heute als typische Produkte der DDR-Imbisskultur sowie als Reaktion auf westliche Angebote, namentlich den Hot Dog beziehungsweise Hamburger.